# دانييل روجاس
دانييل روجاس (بالإسبانية: Heriberto Rojas)‏ (1942 - ) هو مدرب كرة قدم ولاعب كرة قدم كوستاريكي في مركز الدفاع. شارك مع منتخب كوستاريكا لكرة القدم. أما مع النوادي، فقد لعب مع ديبورتيفو سابريسا ونادي كارتاهينيس.

## وصلات خارجية
- دانييل روجاس على موقع الاتحاد الدولي (مؤرشف)  (الإنجليزية)